# Pista di pattinaggio di velocità su ghiaccio

Diagramma di una pista di pattinaggio di velocità su ghiaccio con ovale da 400 m

La pista di pattinaggio di velocità su ghiaccio (o ovale di pattinaggio) è una pista nella quale vengono disputate le competizioni di pattinaggio di velocità su ghiaccio.

## L'ovale

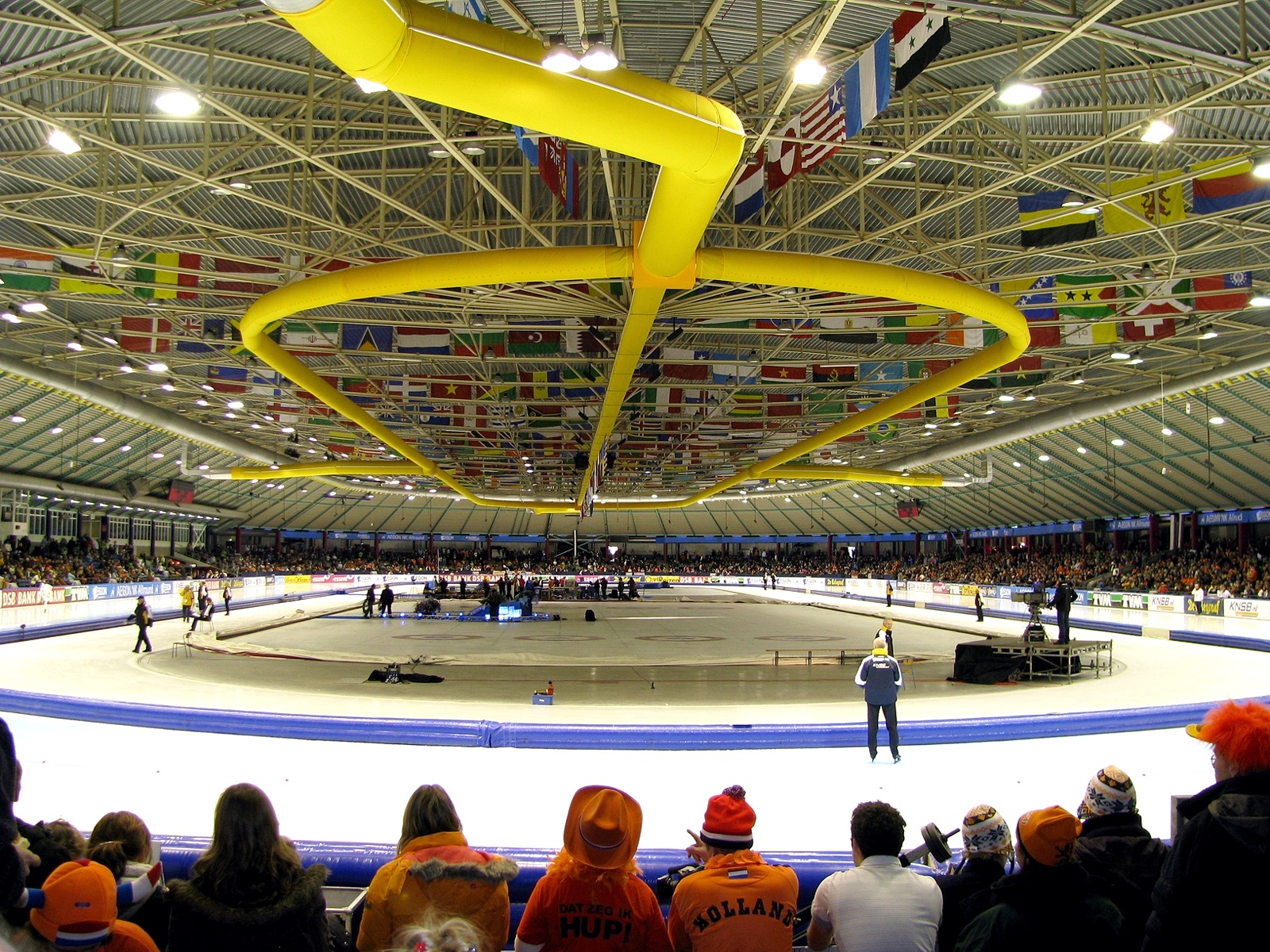
L'ovale di Thialf (Heerenveen)

I pattinatori gareggiano su una pista ovale a due corsie simile in dimensioni a una pista di atletica leggera all'aperto. In effetti, una pista di atletica coperta di ghiaccio potrebbe fungere da pista di pattinaggio di velocità su ghiaccio, come ad esempio lo Stadion Bislett di Oslo fino al 1980. Secondo le regole della International Skating Union, una pista regolamentare dovrebbe avere da 400 o 333 ⅓ m di lunghezza; 400 m è lo standard utilizzato per le competizioni più importanti. Tracce di altre lunghezze non standard, ad esempio 200 o 250 m, si usano in alcuni luoghi di formazione e competizioni locali minori. Le curve standard hanno un raggio di 25–26 m sulla corsia interna, ed ogni vicolo è di 3–4 m di larghezza.

## I più grandi ovali del mondo

### Canada
- Olympic Oval a Calgary, sede dei Giochi olimpici invernali di Calgary 1988
- Richmond Olympic Oval a Vancouver, sede dei Giochi olimpici invernali di Vancouver 2010

### Stati Uniti
- Utah Olympic Oval a Salt Lake City, sede dei Giochi olimpici invernali di Salt Lake City 2002

### Bielorussia
- Minsk-Arena a Minsk

### Norvegia
- Vikingskipet Olympic Arena a Hamar, sede dei Giochi olimpici invernali di Lillehammer 1994

### Germania
- Sportforum Hohenschönhausen a Berlino

### Netherlands
- Thialf in Heerenveen

### Italia
- Oval Lingotto a Torino, sede dei Giochi olimpici invernali di Torino 2006

### Giappone
- Tokachi Oval in Hokkaidō, sede dei Campionati mondiali di pattinaggio di velocità - Sprint 2010

## Galleria d'immagini

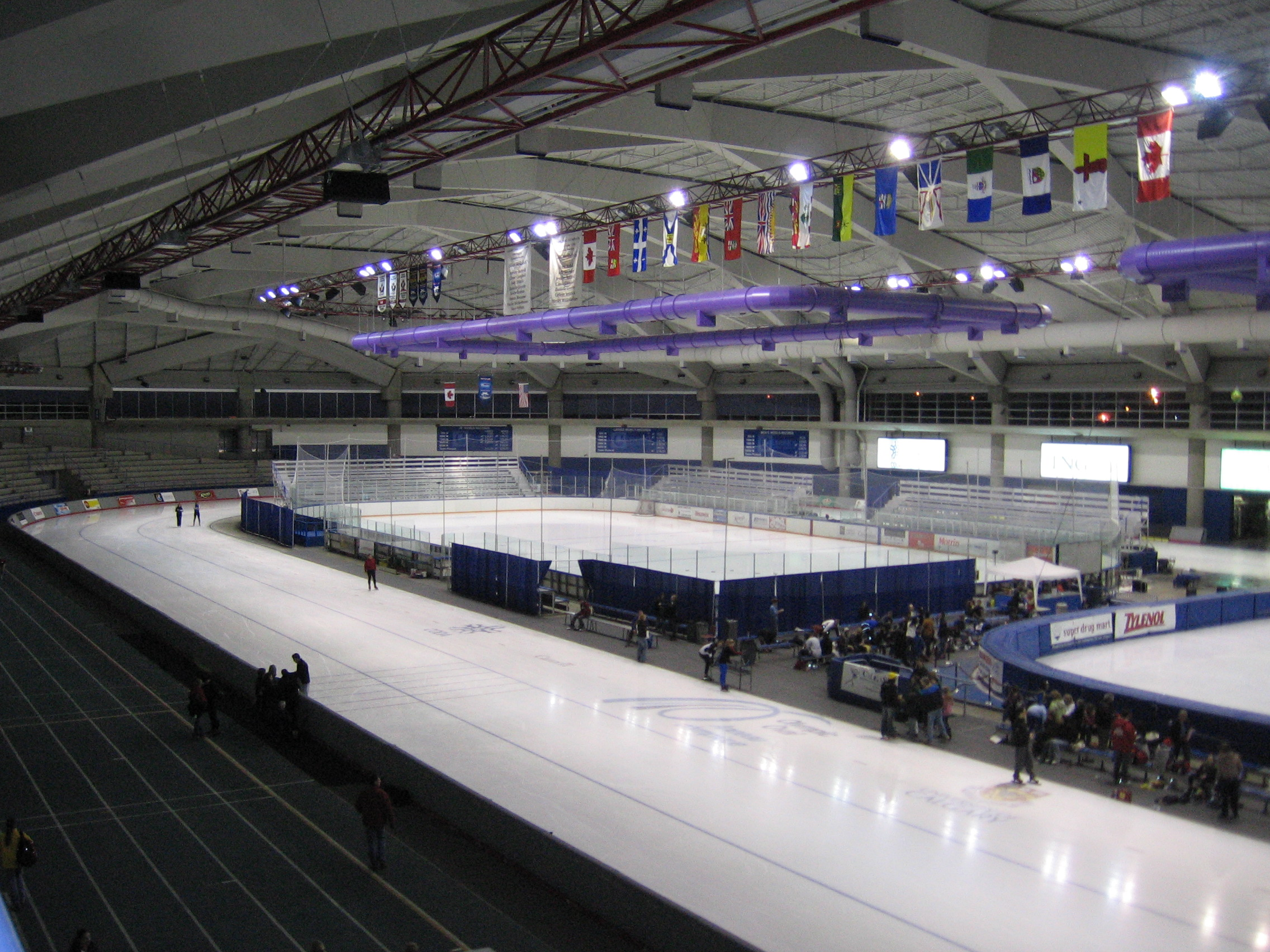
Olympic Oval (Calgary)
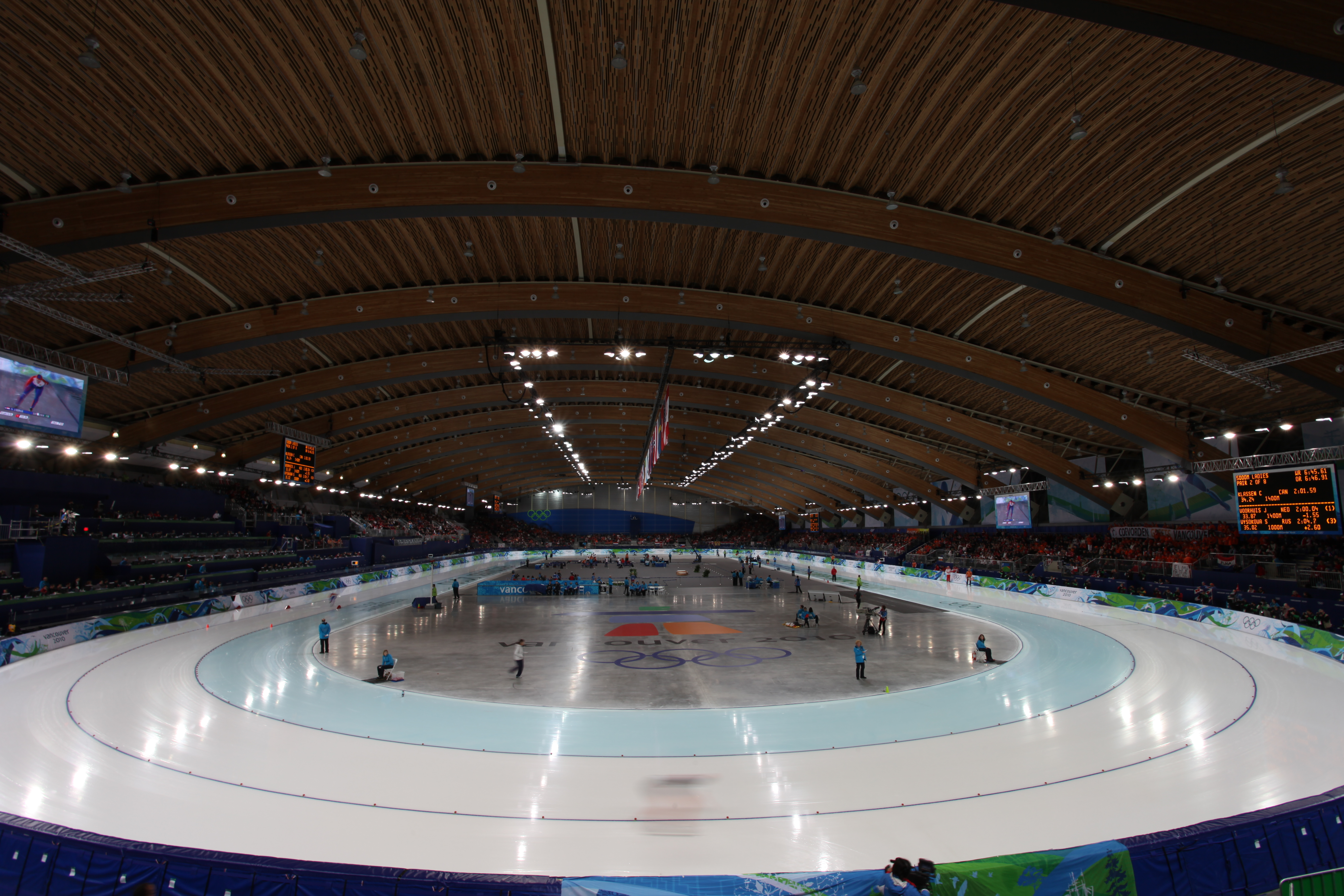
Richmond Olympic Oval (Vancouver)
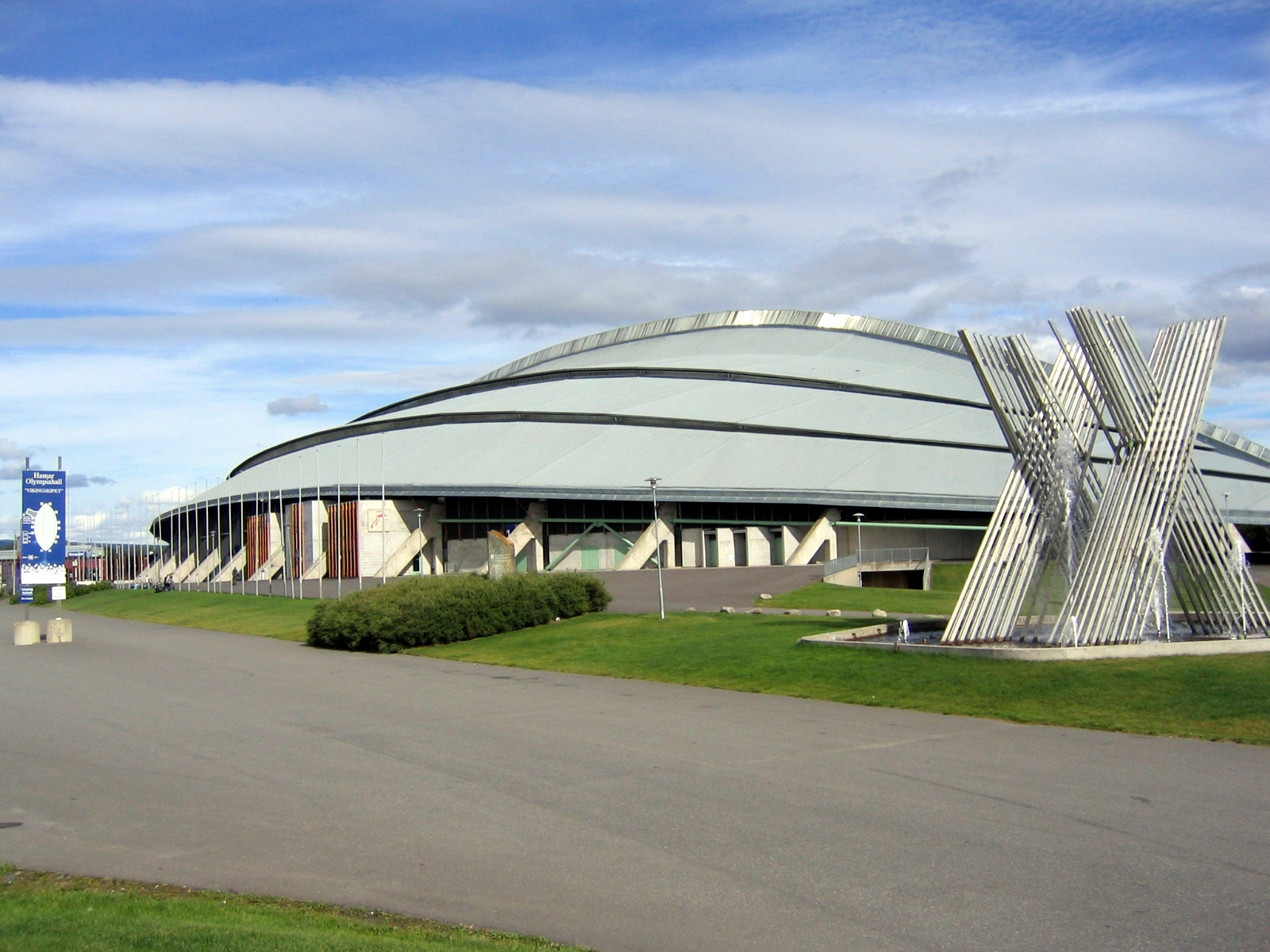
Vikingskipet Olympic Arena (Hamar)
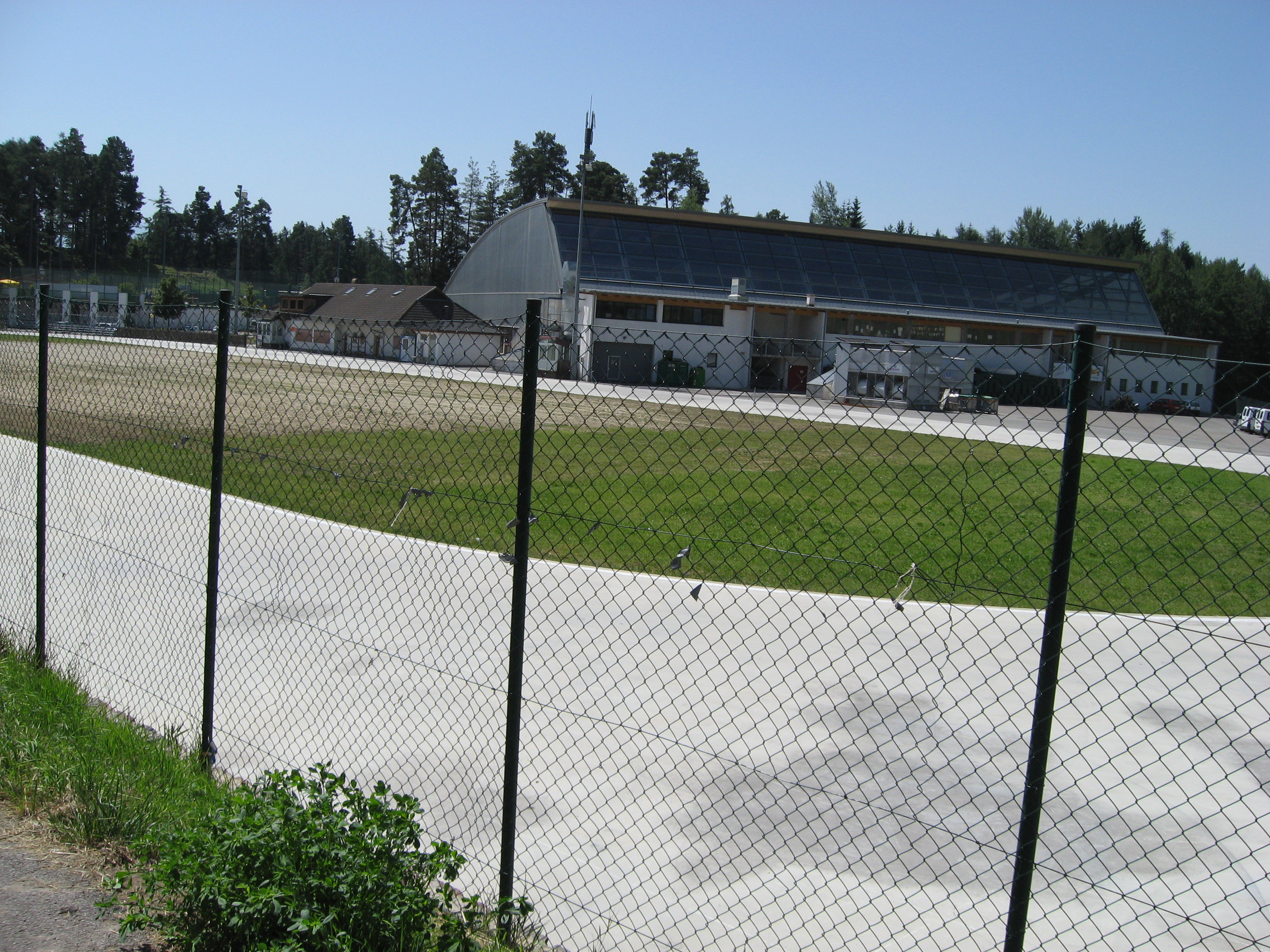
Arena Ritten (Collalbo)
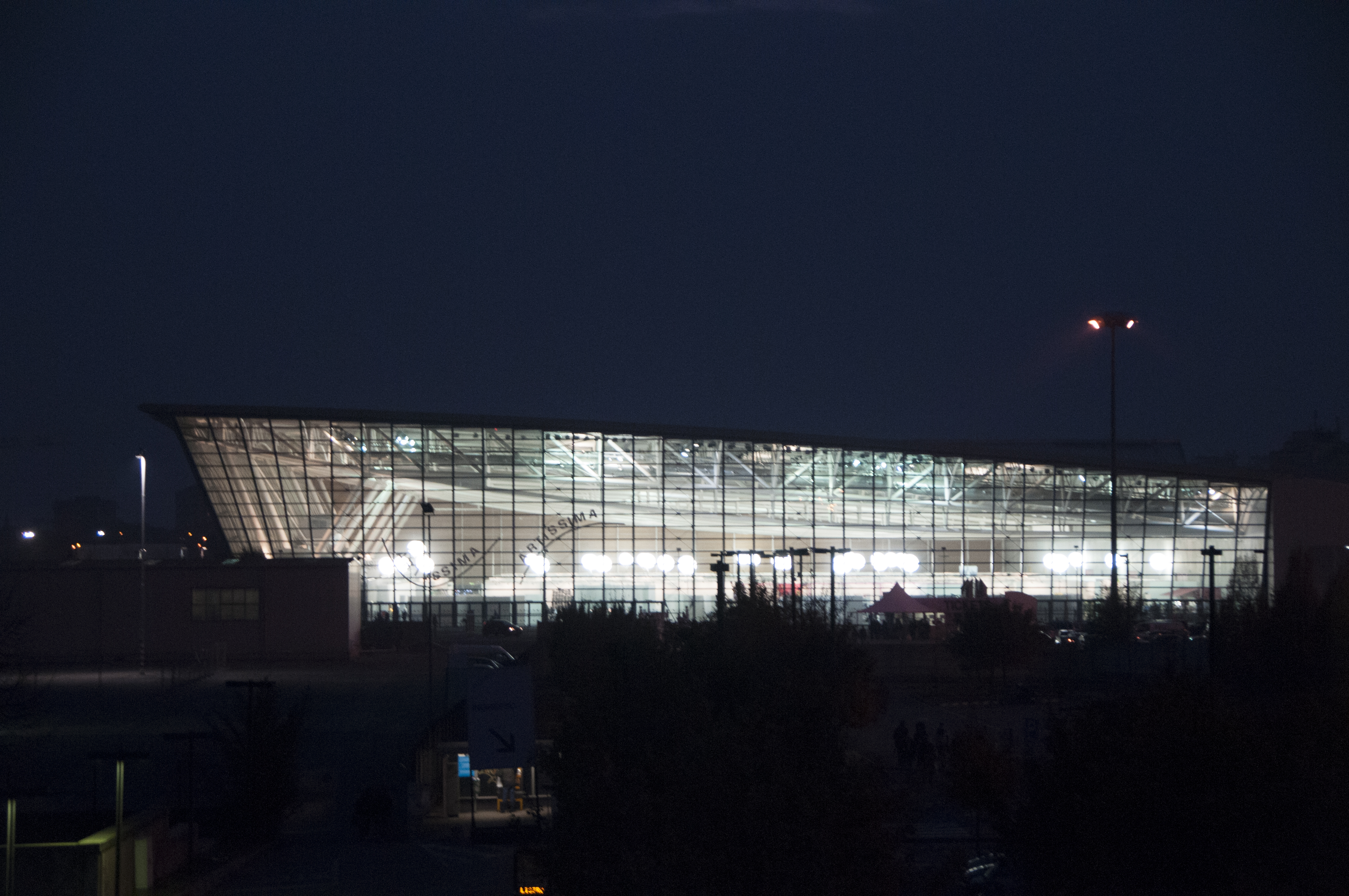
Oval Lingotto (Torino)